# الموت بواسطة جوز الهند

علامة تحذير ثنائية اللغة في هونولولو، مكتوبة باللغتين الإنجليزية واليابانية.

الثمار المتساقطة من أشجار جوز الهند تسبب إصابات في الظهر والرقبة قد تكون قاتلة، ويطلق على ثمار جوز الهند «الفاكهة القاتلة».
وصرح أحد الخبراء البارزين بأن هناك 150 حالة وفاة سنويا من تساقط ثمار جوز الهند.